# Điểm truy cập không dây

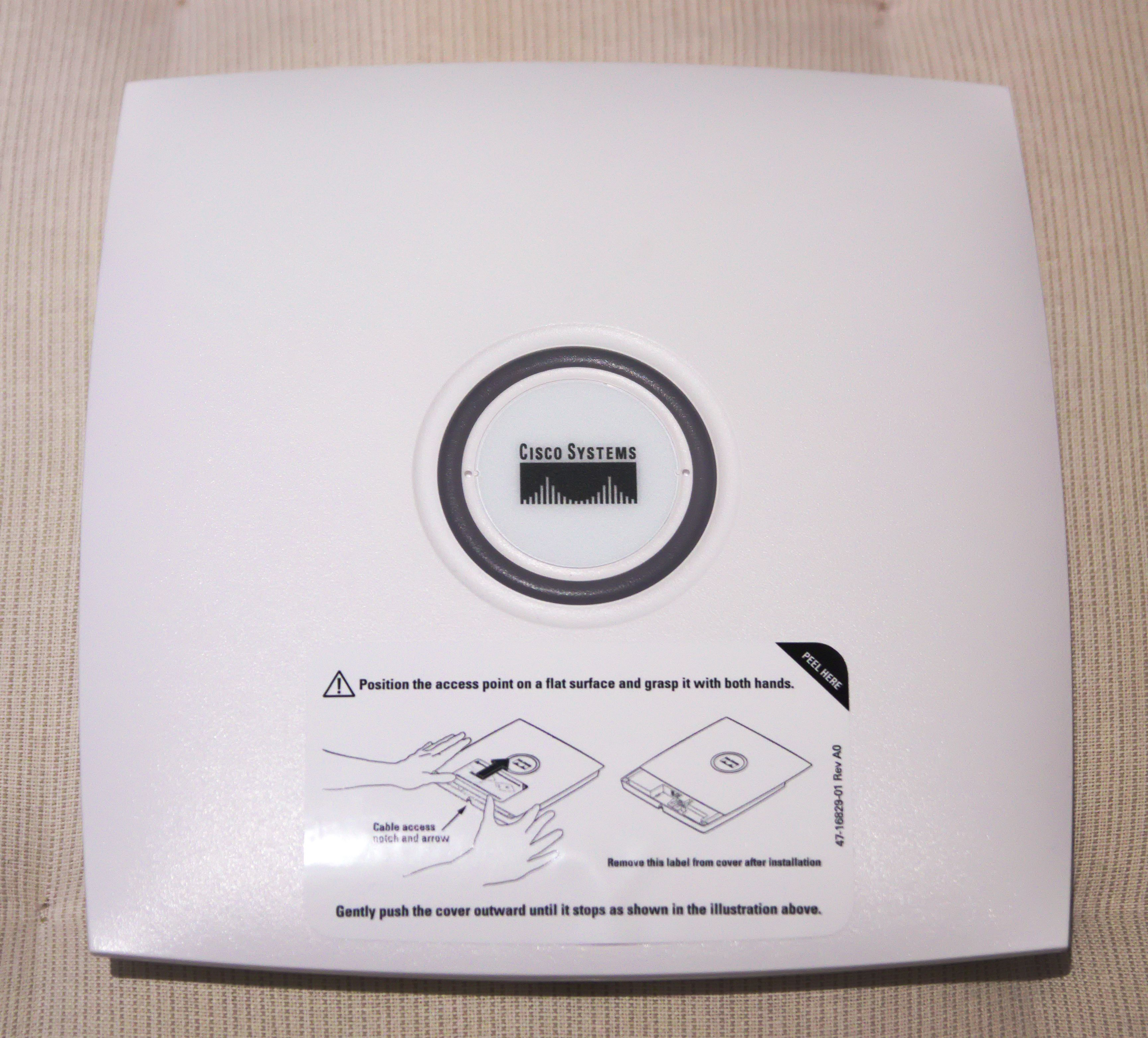
AP Cisco Aironet

Trong mạng máy tính, một điểm truy cập không dây (WAP), hay nói chung chỉ là access point (AP), là một thiết bị mạng cho phép một thiết bị Wi-Fi kết nối với mạng có dây. AP thường kết nối với router (thông qua mạng có dây) như một thiết bị độc lập, nhưng nó cũng có thể là một thành phần không thể thiếu của chính router. Một AP khác biệt với một điểm phát sóng (hotspot) ở chỗ hotspot là vị trí địa lý nơi truy cập Wi-Fi vào mạng WLAN.

## Kết nối

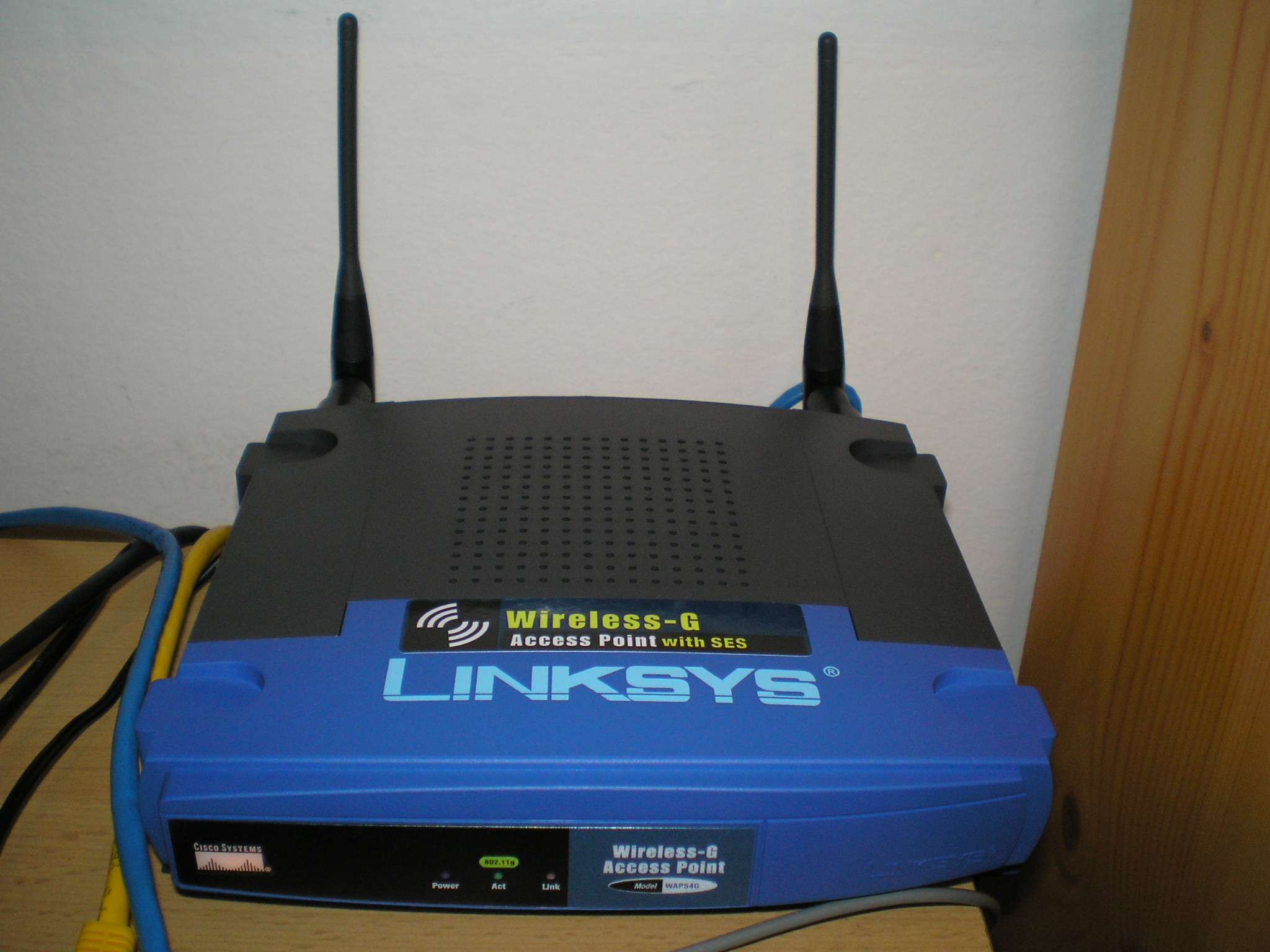
Wireless Router không dâyLinksys "WAP54G" 802.11g

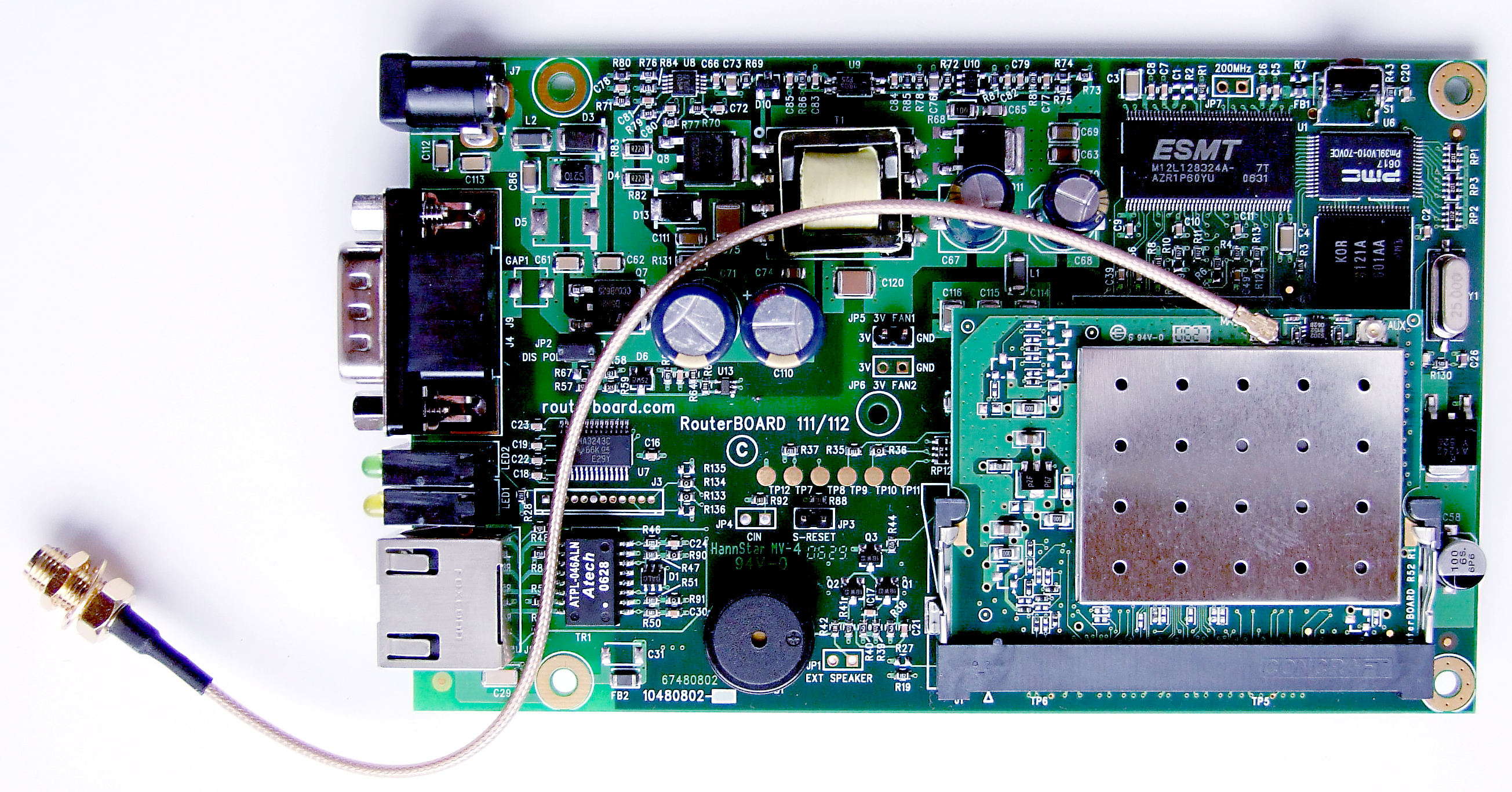
Embedded RouterBoard 112 với U.FL-RSMA với đuôi R52 mini PCI Wi-Fi được sử dụng rộng rãi bởi các nhà cung cấp dịch vụ Internet không dây (WISP) trên toàn thế giới

Một AP kết nối trực tiếp với mạng cục bộ có dây, điển hình là Ethernet và AP sau đó cung cấp các kết nối không dây bằng công nghệ wireless LAN, cho các thiết bị khác sử dụng kết nối có dây đó. AP hỗ trợ kết nối nhiều thiết bị không dây thông qua một kết nối có dây.

## AP không dây và ad-hoc network
Một số người nhầm lẫn các điểm truy cập không dây với mạng ad-hoc không dây. Một mạng ad-hoc sử dụng kết nối giữa hai hay nhiều thiết bị mà không dùng AP không dây; Các thiết bị giao tiếp trực tiếp khi trong phạm vi. Bởi vì dễ dàng cài đặt và không yêu cầu một AP, một mạng ad-hoc được sử dụng trong các tình huống như trao đổi dữ liệu nhanh hoặc trò chơi video nhiều người chơi. Do bố cục ngang hàng, các kết nối Wi-Fi ad-hoc tương tự như các kết nối có sẵn bằng Bluetooth.
Kết nối ad-hoc thường không được khuyến nghị cho cài đặt vĩnh viễn. Truy cập Internet qua mạng ad-hoc, sử dụng các tính năng như  Internet Connection Sharing của Windows, có thể hoạt động tốt với một số ít thiết bị gần nhau, nhưng mạng ad-hoc không mở rộng tốt. Lưu lượng truy cập Internet sẽ hội tụ đến các nút có kết nối internet trực tiếp, có khả năng làm tắc nghẽn các nút này. Đối với các nút hỗ trợ internet, các điểm truy cập có lợi thế rõ ràng, với khả năng có mạng LAN có dây.

## Hạn chế
Thông thường, khuyến nghị rằng một AP IEEE 802.11 nên có tối đa 15-25 khách trên mỗi radio (hầu hết các AP có từ 1 đến 4 radio). Tuy nhiên, số lượng client tối đa thực tế có thể được hỗ trợ có thể thay đổi đáng kể tùy thuộc vào một số yếu tố, chẳng hạn như loại AP đang sử dụng, mật độ môi trường client, thông lượng client mong muốn... Phạm vi giao tiếp cũng có thể thay đổi đáng kể, tùy thuộc vào các biến như vị trí trong nhà hoặc ngoài trời, độ cao so với mặt đất, vật cản gần đó, các thiết bị điện tử khác có thể chủ động gây nhiễu tín hiệu bằng cách phát trên cùng tần số, loại ăng-ten, thời tiết hiện tại, tần số vô tuyến hoạt động và đầu ra nguồn của thiết bị.Các nhà thiết kế mạng có thể mở rộng phạm vi của AP thông qua việc sử dụng các  repeater, khuếch đại tín hiệu vô tuyến và bộ phản xạ, chỉ phát ra nó. Trong điều kiện thử nghiệm, mạng không dây đã hoạt động trong khoảng cách vài trăm km.
Hầu hết các khu vực pháp lý chỉ có một số tần số giới hạn có sẵn về mặt pháp lý để sử dụng bởi các mạng không dây. Thông thường, các AP liền kề sẽ sử dụng các tần số (Channel) khác nhau để liên lạc với khách hàng của họ để tránh nhiễu giữa hai hệ thống gần đó. Các thiết bị không dây có thể "lắng nghe" lưu lượng dữ liệu trên các tần số khác và có thể nhanh chóng chuyển từ tần số này sang tần số khác để đạt được khả năng thu tốt hơn. Tuy nhiên, số lượng tần số hạn chế trở thành vấn đề ở các khu vực trung tâm thành phố đông đúc với các tòa nhà cao tầng sử dụng nhiều AP. Trong một môi trường như vậy, sự chồng chéo tín hiệu trở thành một vấn đề gây nhiễu, dẫn đến tình trạng mất tín hiệu và lỗi dữ liệu.
Mạng không dây chậm hơn mạng có dây về việc tăng băng thông và thông lượng. Trong khi (kể từ năm 2013) điều chế mật độ cao 256-QAM (TurboQAM), các thiết bị không dây 3 ăng-ten cho thị trường tiêu dùng có thể đạt tốc độ trong thế giới thực khoảng 240 Mbit/s ở 13m sau hai bức tường đứng (NLOS) về bản chất hoặc 360 Mbit/s ở tầm nhìn 10m hoặc 380 Mbit/s ở tầm xa 2m (IEEE 802.11ac) hoặc 20 đến 25 Mbit/s ở tầm nhìn 2m (IEEE 802.11g), có dây phần cứng có chi phí tương tự đạt gần 1000 Mbit/s cho đến khoảng cách quy định là 100m với cáp xoắn đôi trong điều kiện tối ưu (Loại 5 (được gọi là Cat-5) hoặc cáp tốt hơn với Gigabit Ethernet). Một trở ngại cho việc tăng tốc độ liên lạc không dây đến từ việc sử dụng phương tiện liên lạc chia sẻ trung gian của Wi-Fi: Do đó, hai trạm ở chế độ cơ sở hạ tầng đang liên lạc với nhau ngay cả trên cùng một AP phải truyền mỗi khung hình hai lần: từ người gửi đến AP, sau đó từ AP đến người nhận. Điều này xấp xỉ một nửa băng thông hiệu quả, do đó, một AP chỉ có thể sử dụng ít hơn một nửa tốc độ không dây thực tế cho thông lượng dữ liệu. Do đó, kết nối không dây 54 Mbit/s điển hình thực sự mang dữ liệu TCP/IP ở tốc độ 20 đến 25 Mbit/s. Người dùng của các mạng có dây mong muốn có tốc độ nhanh hơn và những người sử dụng kết nối không dây rất muốn thấy các mạng không dây bắt kịp.
Vào năm 2012, các điểm truy cập và thiết bị khách dựa trên 802.11n đã chiếm thị phần khá lớn trên thị trường và với việc hoàn thiện chuẩn 802.11n trong năm 2009, các vấn đề tích hợp sản phẩm từ các nhà cung cấp khác nhau ít phổ biến hơn.

## Bảo mật
Truy cập không dây có cân nhắc bảo mật đặc biệt. Nhiều mạng có dây dựa trên bảo mật kiểm soát truy cập vật lý, tin tưởng tất cả người dùng trên mạng cục bộ, nhưng nếu các điểm truy cập không dây được kết nối với mạng, bất kỳ ai trong phạm vi của AP (thường mở rộng ra xa hơn khu vực dự định) có thể tấn công vào mạng
Giải pháp phổ biến nhất là mã hóa lưu lượng không dây. Các AP hiện đại đi kèm với mã hóa tích hợp. Phương pháp mã hóa thế hệ đầu tiên, WEP, tỏ ra rất dễ bị bẻ khóa; các phương pháp thế hệ thứ hai và thứ ba, WPA và WPA2, được coi là an toàn nếu sử dụng mật khẩu đủ mạnh.
Một số AP hỗ trợ xác thực kiểu hotspot bằng RADIUS và các máy chủ xác thực khác.
Ý kiến về bảo mật mạng không dây rất khác nhau. Ví dụ, Trong một bài báo năm 2008 trên tạp chí Wired, Bruce Schneier đã khẳng định lợi ích ròng của Wi-Fi mở không cần mật khẩu lớn hơn các rủi ro, một quan điểm được ủng hộ vào năm 2014 bởi Peter Eckersley của Electronic Frontier Foundation.
Quan điểm ngược lại được Nick Mediati đưa ra trong một bài viết cho PC World, trong đó ông cho rằng mọi điểm truy cập không dây cần được bảo vệ bằng mật khẩu.